# Михаїл (Рубинський)

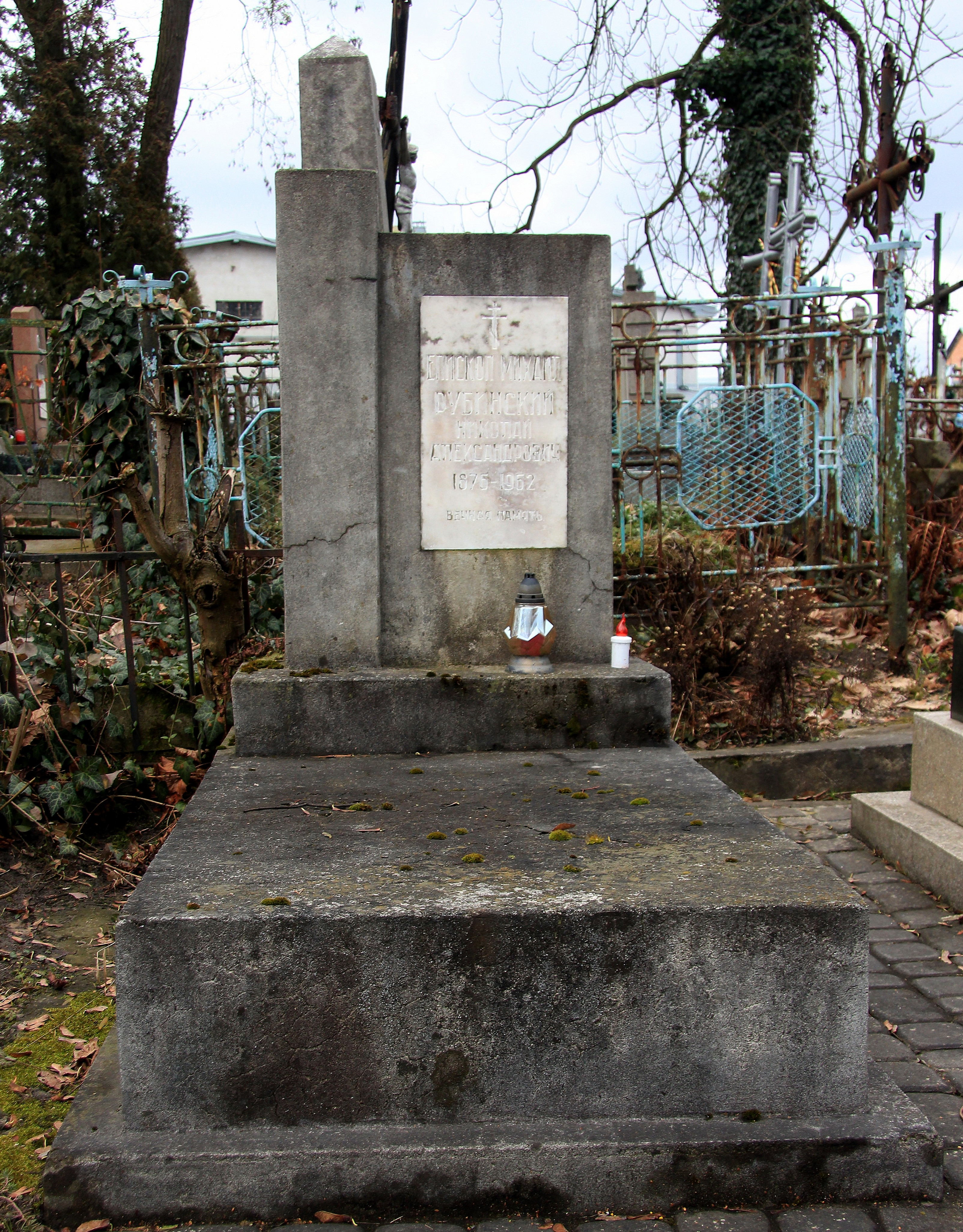

Михаї́л (Руби́нський), єпи́скоп Великолуцький і Торопецький (1872 — 29 грудня 1962) — архієрей Російської православної церкви та її Українського екзархату. Хіротонізований у єпископа 1945 року. Очолював Херсонську та Кіровоградську єпархії Українського екзархату, а також Великолуцьку єпархію Російської православної церкви.

## Біографія

### Юність
Микола Олександрович Рубинський народився у 1872 році.
Закінчив Олександрівську місіонерську духовну семінарію.

### Початок служіння
Пострижений у чернецтво.

### Архієрейське служіння
29 квітня 1945 хіротонізований у єпископа Херсонського і Миколаївського. Хіротонію здійснював митрополит Київський і Галицький Іоанн (Соколов) із єпископами свого екзархату.
У 1947 році — єпископ Кіровоградський і Чигиринський. 12 травня цього ж року постановою Священного Синоду і Святійшого Патріарха звільнений від управління Кіровоградською єпархією і спрямований на спочинок у розпорядження архієпископа Мінського і Білоруського з місцеперебуванням в Жировицькому монастирі, із зарахуванням його до складу братії та забороною в священнослужінні строком на шість місяців.
З 28 лютого 1948 року — єпископ Веліколуцькій і Торопецький Російської православної церкви.
31 жовтня 1950 звільнений на спокій із перебуванням у Почаївській Лаврі.
Помер 29 грудня 1962. Похований у Львові , на 2 полі  Янівського цвинтаря.

### Сайти
- (рос.) Михаил (Рубинский)